# 行际盟友奖
行际盟友奖（Le Prix Interallié）是法国一個文学奖。

## 奖项简介
设立于1930年12月3日，发起人是约三十位新闻记者，时机是在巴黎等待女评委定夺费米娜奖而于行际盟友联盟俱乐部（Cercle de l'Union interalliée）午餐时，目的是用以奖赏记者写作的优秀小说。
评审委员会由十名男性记者与上年度获奖作者组成，于每年十一月初，在龚古尔奖发奖后，在巴黎拉赛尔饭店举行颁奖仪式。

## 名称寓意
行际盟友联盟俱乐部成立于1917年，有3100多会员，他们多是大企业经理、政界显要、外交官、法官、律师，是跨行业性质的俱乐部。此奖的发起人用发源地的名称来命名该奖，当然具有很强的纪念意义，此外“行际”的宽泛性肯定也得到了他们的一致认同。
虽然这跟只限于记者奖的事实不符，但利用悖论手法制造新闻正是记者的高招。只有自相矛盾，才会引起人们的注意，在注意的过程中，已经潜移默化地受到影响，这就是记者的目的。

## 经济效益
它纯属于荣誉奖，没有任何金钱奖励，但会由于名闻效应增加作品的销售量，间接给作者和出版社带来经济利益。

## 任人评说
自1965年后，在43次奖中26次颁发给了格拉赛出版社出版的作品，每年入围的参选作品中平均有两本来自此出版社，此外评委会多数委员是此“出版社的作者”，所以人们觉得不太公平，并因此戏称此奖为“格拉赛际奖”。